# Віктор Стенкулеску
Віктор Стенкулеску (рум. Victor Atanasie Stănculescu; * 10 травня 1928, Текуч, жудець Галац, Румунія — 19 червня 2016, Герменешть) — румунський генерал.

## Біографія
У 1989, коли міністр оборони Василе Міля відмовився застосовувати військову силу проти демонстрантів в Тімішоара, генерал Стенкулеску жорстоко придушив виступ, за що Ніколае Чаушеску призначив його військовим комендантом Тімішоара.
Через кілька днів, під час народних виступів в Бухаресті, після смерті генерала Міля, Стенкулеску був призначений виконуючим обов'язки міністра оборони. Перебуваючи на цій посаді, Стенкулеску видав військам категоричний наказ не застосовувати зброю і залишатися в казармах, проте фактично не перешкоджав участі військ в атаках на прихильників Чаушеску. За його наказом був проведений військовий трибунал, який засудив Ніколае і Елену Чаушеску до розстрілу.
28 грудня 1989 призначений міністром національної економіки, йому було присвоєно звання 3-зіркового генерала. У лютому 1990 замінив Ніколае Мілітару на посаді міністра національної оборони. На посаді залишався до 30 квітня 1991, коли в пішов відставку Уряд Петре Романа. У травні 1991 отримав звання 4-зіркового генерала і відправлений у відставку.
У 2008 році разом з колишнім міністром оборони Міхаєм Кіцак засуджений за жорстоке придушення антиурядових виступів в Тімішоара.
У 2007 були розслідувані події, що відбулися в грудні 1989 в Тімішоара. За результатами проведеного розслідування, з'ясувалося, що наказ стріляти в демонстрантів віддавав саме генерал Стенкулеску, а не Ніколае Чаушеску. Крім того, в тих подіях було не 64 тисячі загиблих осіб (як заявлялося), а менше тисячі — за 2 доби. Крім того, в 2009 один з учасників страти Чаушеску, колишній десантник Дорін-Маріан Чірлан, розповів в інтерв'ю про ті події. Так, розстріл колишній десантник назвав політичним вбивством. За заявою Чірлана, учасників страти особисто вибирав Віктор Стенкулеску, який є організатором трибуналу, що проходив з порушеннями і був повністю постановочним. Виділені адвокати ж грали роль звинувачення.